# Зельманов, Абрам Леонидович
Абра́м Леони́дович Зельманов (2 [15] мая 1913, Гадяч, Полтавская губерния — 2 февраля 1987) — советский астрофизик, специалист по релятивистской космологии и общей теории относительности, доктор физико-математических наук.

## Биография
Родился 15 мая 1913 года в небольшом городке Гадяч (Полтавская губерния), в семье служащего Леонида (Липы) Абрамовича Зельманова и Ревекки Даниловны Фонарёвой. До 1924 года жил в Харькове, затем в Ленинграде, с 1927 — в Москве.
В 1937 году окончил астрономическое отделение механико-математического факультета МГУ. На пятом курсе по предложению своего будущего руководителя академика В. Г. Фесенкова сделал доклад о приложении общей теории относительности в космологии.
В 1941 году окончил аспирантуру. После окончания аспирантуры работал в Астрономическом институте имени П. К. Штернберга при Московском университете. С 1942 года и практически до последних дней жизни читал, иногда с перерывами, лекции по общей теории относительности и космологии. Вероятно, то были первые в стране математические курсы лекций по этим предметам. На его лекции приходили люди разных профессий и возрастов; прямыми или косвенными учениками Абрама Леонидовича считают себя многие специалисты, работающие в этой области науки.

## Научная деятельность
Им были созданы такие методы научного исследования, как: хронометрические инварианты; кинеметрические инварианты; монадный формализм.
В 1944 году он впервые разработал полноценные математические методы для вычисления «наблюдаемых величин» в общей теории относительности, т. н. «Теорию хронометрических инвариантов» («theory of chronometric invariants»). В 1944 году защитил кандидатскую диссертацию; впоследствии стал доктором физико-математических наук.
Зельманов был уверен, что адекватное описание окружающего мира способна дать только теория неоднородной анизотропной Вселенной. Он ввел факторы неоднородности и анизотропии, изучал их поведение. Время подтвердило плодотворность такого пути. Элементы теории неоднородной, анизотропной Вселенной используются при анализе отклонений от стандартной фридмановской космологии, то есть при описании возникновения и развития метагалактической структуры.
Зельманову принадлежит одна из первых формулировок Антропного принципа (1955): «… мы являемся свидетелями процессов определённого типа потому, что процессы иного типа протекают без свидетелей». Одним из первых он высказал мысль о том, что условия, допускающие развитие жизни и разума в окружающей нас области Вселенной, должны быть связаны с некоторыми более общими физическими условиями в ней, например с характером расширения Метагалактики, определяющим изменение плотности излучения.
Математический аппарат, развитый А. Л. Зельмановым, применяется не только в космологии, но и в астрофизике компактных объектов. На его работы опираются при анализе поведения электромагнитных и гравитационных полей в окрестностях нейтронных звёзд и черных дыр.
Труды А. Л. Зельманова хорошо известны в СССР и за рубежом. Он неоднократно участвовал в работе советских и международных научных конференций, написал несколько статей для энциклопедий. Его научная и педагогическая деятельность была отмечена несколькими медалями, грамотой Президиума Верховного Совета РСФСР.
Среди учеников А. Л. Зельманова:
- Новиков, Игорь Дмитриевич
- Грищук, Леонид Петрович
- Полищук, Ростислав Феофанович
- Захаров, Валерий Дмитриевич

### Научные труды
- Элементы общей теории относительности / А. Л. Зельманов, В. Г. Агаков. — М.: Наука, 1989. — 240 с.
- Хронометрические инварианты (О деформации и кривизне сопутствующего пространства)
- Ортометрическая форма монадного формализма и её отношение к хронометрическим и кинеметрическим инвариантам
- Кинеметрические инварианты и их отношение к хронометрическим инвариантам в теории тяготения Эйнштейна
- К вопросу о деформации сопутствующего пространства в теории тяготения Эйнштейна